# Rašómon
Rašomon (japonsky 羅生門 – Rašómon) je japonský film. Natočil ho v roce 1950 Akira Kurosawa. Jako první z Kurosawových filmů vzbudil mezinárodní ohlas. Film je tvořen směsicí povídek Rjúnosukeho Akutagaway. Zneuctění ženy a vražda manžela pochází z povídky V houštině. Tam se výpovědi odehrávají před soudem a tvoří jediný děj suše popisující události jednotlivými účastníky, včetně zavražděného, jenž vypovídá prostřednictvím média. Z tohoto pohledu by se tedy měl film jmenovat spíše V houštině než Rašómon, se kterým nemá mnoho společného.
Původní povídka Rašómon je mnohem propracovanější a její idea je jednodušší: Sluha, který byl propuštěn kvůli všeobecnému úpadku Kjóta postiženého zemětřesením, požárem a hladem, se ocitá u brány, která již dávno neslouží původnímu účelu. Místo toho jsou v jejím horním patře naházeny mrtvoly. Sluha neví, kde by přenocoval, je sužován hladem, zimou, promoklým oděvem a starostí o vlastní budoucnost. Nakonec přemůže strach a vyleze na bránu, aby tam přenocoval. Ve chvíli, kdy stoupá po žebříku, netuší, že se v horním patře setká se stařenou, která změní jeho osud.

## Děj
Příběh se odehrává v středověkém Japonsku. Pod střechou polorozpadlé brány Démonů (Rašó-mon) se setkávají tři muži: mnich, dřevorubec a pocestný. První dva se vracejí ze soudu s banditou Tadžomarom. Postupně se dozvídáme, že v lese byla zneuctěna žena a zavražděn její manžel. Tento ohavný zločin je vyprávěn ze čtyř různých úhlů pohledu čtyřmi různými lidmi; abychom zjistili, že každý z nich lže a vyprávění si vylepšují tak, aby sám vypadal v tom lepším světle. Proto dřevorubcova výpověď – jako nezainteresovaného pozorovatele – působí nejvěrohodněji. Není to však pravda. Dřevorubec si z místa činu odnesl drahou, perlami vykládanou dýku a před soudem nevypovídal, protože se nechtěl nechat do toho zatáhnout. Mnich je z celého dění znechucený a začíná ztrácet víru v lidi.

## Obsazení
| Toširó Mifune  | bandita Tadžómaru        |
| Masajuki Mori  | samuraj                  |
| Mačiko Kjó     | manželka samuraje Masako |
| Takaši Šimura  | dřevorubec               |
| Minoru Čiaki   | mnich                    |
| Daisuke Kató   | policista                |
| Kičidžiro Ueda | prostý občan             |
| Noriko Honma   | miko                     |